# Antoni Abad i Roses
Antoni Abad i Roses (Lleida, 1956) és un artista català, amb una llarga trajectòria artística. Partint del mitjà de l'escultura evolucionà amb el temps cap al vídeo-art i posteriorment al net.art i els nous mitjans. Els primers treballs d'Antoni Abad analitzaven les possibilitats estructurals d'un material mal·leable com la gomaescuma. Si anteriorment havia agafat com a punt de partida el vessant tautològic i medial del moviment Supports-Surfaces francès, la investigació material el duria a experimentar amb la morfologia modular de peces prefabricades de metall i acabaria convertint-se en un dels grans renovadors de la instal·lació de vídeo a Espanya.

## Biografia
Fill de l'escultor Antoni Abad Gil i de la poetessa Teresa Roses, la formació artística d'Antoni Abad és fruit de l'ensenyament del seu pare, complementada amb la llicenciatura en Història de l'Art per la Universitat de Barcelona, l'any 1979, i els estudis de Gravat a Conca, Londres i Perusa (Itàlia). El seu treball ha evolucionat molt ràpidament, allunyant-se dels tradicionals conceptes escultòrics en els quals es va iniciar com a artista pels volts de l'any 1979, cap a l'ús de les noves tecnologies, camp en què ha esdevingut un dels creadors estatals més singulars. De la fotografia, que li va permetre fer evident el seu interès pel moviment en les escultures seqüencials, va fer una transició cap al vídeo-art, seguida de l'interès per la informàtica, el Net.art i Internet com una plataforma de recerca creativa. L'obra d'Antoni Abad expressa la voluntat d'experimentació formal al voltant dels conceptes d'espai i temps, sempre presents als seus treballs, no exempts en els darrers temps d'un cert to irònic i crític.

## Obra
Cap a finals de la dècada dels vuitanta, un cop superades les fases inicials d'experimentació pictòrica amb la tercera dimensió (Vegetacions urbanes, 1982; Escoubidous, 1982; Pintures trenades, 1983) i de descobrir les possibilitats escultòriques de la gomaescuma (1985 – 1987), Antoni Abad continua a la recerca de nous materials amb què experimentar amb les seves obres, ja plenament inserides dins les tendències minimalistes o de reduccionisme geomètric que es donen en l'escultura a nivell estatal. Comença a treballar amb peces d'angle ranurat de ferro galvanitzat per a prestatgeries industrials, marca Mecalux, fascinat per les inherents possibilitats de construcció i combinació d'elements, i per una necessitat de contrastar la flexibilitat dels treballs anteriors amb la rigidesa del material metàl·lic. L'objectiu sempre és el mateix: analitzar la funció espacial de cada peça i descobrir les múltiples possibilitats combinatòries del volum. El Museu d'Art Jaume Morera de Lleida té en la seva col·lecció l'obra d'Antoni Abad de 1991 Cèntuple mòbil.

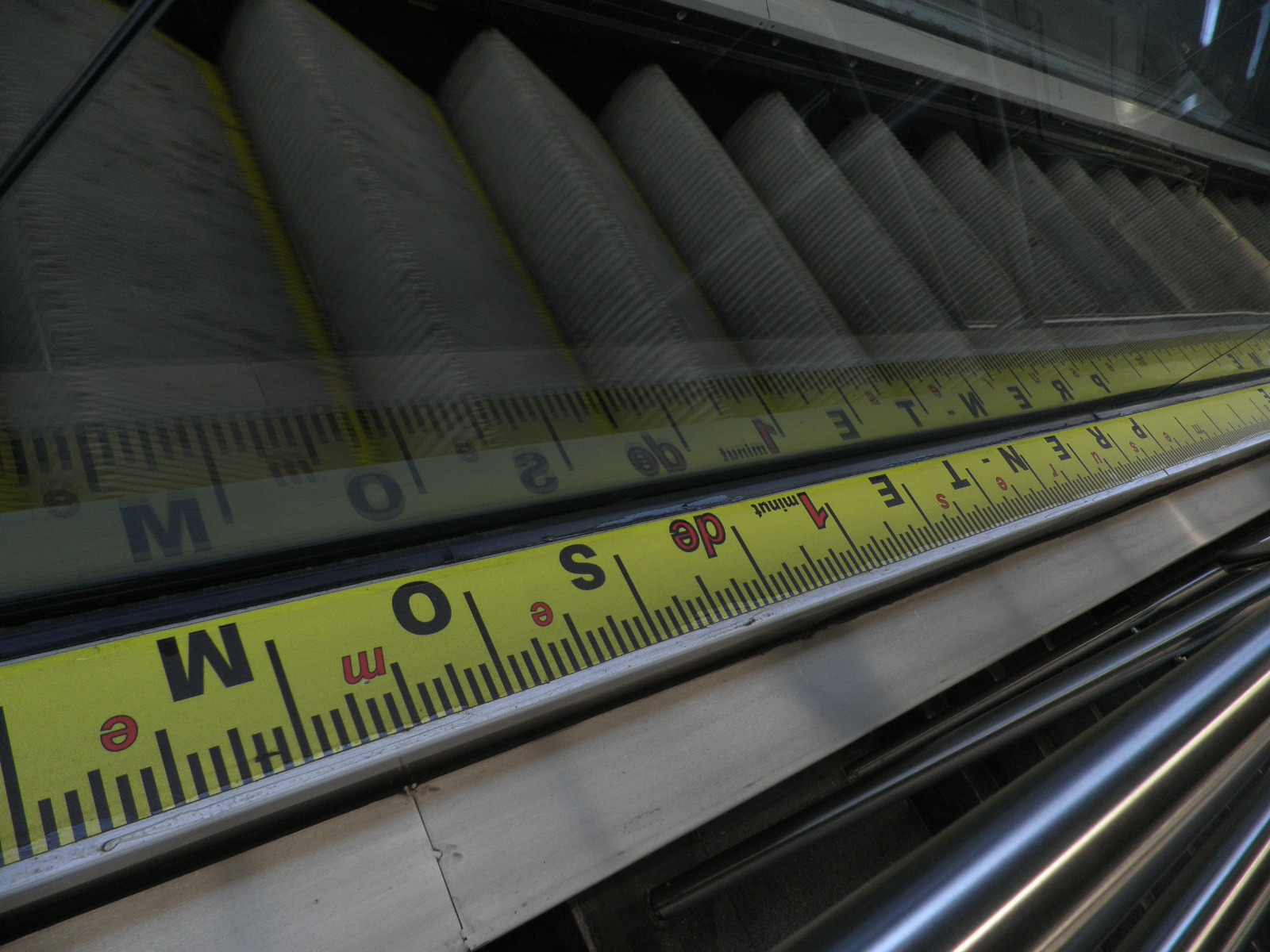
Instal·lació "Mesures d'emergència" a l'estació de metro de Vall d'Hebron (Barcelona)

Antoni Abad se centra entre finals dels anys vuitanta i principis dels noranta en la realització d'escultures mòbils que, acompanyades de seqüències fotogràfiques, ja indagaven sobre les possibilitats de la imatge expandida i en moviment. Després de la seva estada com a artista-resident a The Banff Centre for the Arts (Alberta, Canadà, 2003-2004), comença a treballar amb el mitjà videogràfic, sense renunciar a les preocupacions espacials i arquitectòniques de les seves obres anteriors; n'és un exemple la peça Últimos deseos (1995), que es va presentar a la Biennal de Venècia de 1999, comissariada per Harald Szeemann. El 1996, arran d'una invitació de Roc Parés per a la plataforma «MACBA en línia», impulsada per la Universitat Pompeu Fabra i el MACBA, Abad realitza Sísif, una videoinstal·lació que reinterpreta el mite clàssic i que, a més, es desdobla en una nova versió per a la web. Serà la seva primera incursió dins d'Internet. El 1997 porta a terme una altra videoinstal·lació, titulada Ciències Naturals, que investiga les reaccions d'empatia i repulsió dels usuaris.
D'aleshores ençà, Antoni Abad centra la seva activitat en el mitjà digital, amb propostes tan emblemàtiques com Z (2001-2003), una obra que anticipa l'ús de les xarxes socials, en la qual els usuaris s'interrelacionen entre si mitjançant la descàrrega en els seus ordinadors d'una mosca virtual que permet la interacció col·lectiva i simultània. El projecte Z es va presentar al MACBA el 2002 i va rebre el premi Ciutat de Barcelona 2003, en la categoria Multimèdia. El 2006, la proposta BARCELONA*accessible va rebre el Premi Nacional d'Arts Visuals de la Generalitat de Catalunya i el Golden Nica Digital Communities del festival Ars Electronica, a Linz, Àustria.

### Megafone.net
L'any 2004, Abad va iniciar megafone.net, un projecte pioner en l'exploració dels usos socials i comunicatius que ofereixen les tecnologies telefòniques mòbils, tot interpel·lant realitats culturals molt diverses i contextos econòmics i polítics variats. Amb el pas del temps, el projecte va esdevenir un veritable observatori d'experiències i posicionaments sobre la veu les diverses comunitats i les seves problemàtiques, ja que essencialment la proposta consistia a donar veu a col·lectius que les estructures socials dominants han arrossegat cap a la marginalitat mitjançant l'ús de telèfons mòbils, que els permeten enregistrar vídeo, so i fer fotografies, que es compartien immediatament en un espai web, un megàfon digital que amplificava els testimonis d'aquests grups, sovint ignorats, desfigurats o estigmatitzats pels mitjans de comunicació de masses.
Amb motiu del desè aniversari del naixement d'aquesta proposta, el MACBA va dedicar una exposició el fenomen, reunint una extensa documentació sobre les tretze propostes en les quals s'ha desplegat l'activitat de megafone.net.

#### Projectesmegafone.net
- 2014/2013: Sitio*TAXI (taxistes de Mèxic D.F.)
- 2005: Canal*GITANO (gitanos joves de Lleida)
- 2005: Canal*GITANO (gitanos joves de Lleó)
- 2005: Canal*INVISIBLE (treballadores sexuals de Madrid)
- 2006-2013: Barcelona*ACCESSIBLE (persones amb diversitat funcional de Barcelona)
- 2006-2007: Canal*CENTRAL (immigrants nicaragüencs a San José de Costa Rica)
- 2007/2014: Canal*MOTOBOY (missatgers en motocicleta de São Paulo)
- 2008: GENÈVE*accessible (persones amb diversitat funcional de Ginebra)
- 2009-2010: Canal*TEMPORAL (comunitats desplaçades i persones desmobilitzades a causa del conflicte armat a Manizales, Colòmbia)
- 2009-2011: Canal*SAHARAUI (refugiats Saharauis de Tindouf, Algèria)
- 2010-2011: Punt de vista cec (persones amb diversitat visual de Barcelona)
- 2011-2013: Canal*PLURAL (immigrants llatins i asiàtics a Nova York)
- 2012-2013: MONTREAL*in/accessible (persones amb diversitat funcional de Montréal)

## Exposicions rellevants
Llista incompleta d'exposicions destacades:
- 1986 — Espai 10 (Fundació Joan Miró) Escultures mal·leables
- 1991 — Antoni Abad. Medalla Morera 1990. Museu d'Art Jaume Morera[4]
- 1997 — Medidas de emergencia. Espacio Uno, Museo Nacional Centro de Arte Reina Sofía, Madrid.
- 1999 — Museo de Arte Moderno de Buenos Aires i Biennal de Venècia (únic artista lleidatà que ha participat en aquesta mostra)[3]
- 2003 — The Real Royal Trip. P.S.1. – Museum of Modern Art, Nova York.
- 2006 — Centre d'Art Santa Mònica de Barcelona.
- 2014 — megafone.net/2004-2014, MACBA.

## Selecció de premis
- 1990 — Premi d'Arts Plàstiques Medalla Morera.
- 2002 — Premi Ciutat de Barcelona a la categoria de Multimèdia per la seva obra Z, mostrada en la Sala Metrònom i el Centre d'Art Santa Mònica
- 2006 — Guanyador del Golden Nica de l'Ars Electronica dins de la categoria de comunitats virtuals el. Considerat el premi més important a nivell mundial en termes d'art i noves tecnologies.[3]
- 2006 — Premi Nacional d'Arts Visuals, concedit per la Generalitat de Catalunya.